# 私のIDはカンナム美人
『私のIDはカンナム美人』（英: Gangnam Beauty; 朝: 내 아이디는 강남미인; RR: Nae aidineun gangnammi-in）は、2018年に大韓民国で放送されたテレビドラマである。2016年にLINE WEBTOONで公開された同名のウェブトゥーンを原作としている。2018年7月27日にJTBCで初放送され、毎週金・土曜日23時（KST）に放送された。
2024年に『私は整形美人』の題名で主演・石井杏奈で日本版リメイクが制作される事が発表された。2025年1月17日（16日深夜）から2月14日（13日深夜）までNBCユニバーサル・エンターテイメントジャパン製作でフジテレビにて全10話が放送された。

## あらすじ
カン・ミレ（イム・スヒャン）は、自分の容姿のせいでいじめられていた長年の経験から、整形手術を受けることを決意する。彼女の "生まれ変わり "は成功したかに見えたが、大学での生活を送るにつれ、彼女の計画は裏目に出てしまう。美人であることのプレッシャーが彼女を襲い始め、整形を見透かした人たちからは "江南の整形モンスター "と揶揄されるようになる。同級生で中学時代の同級生、ド・ギョンソク（チャ・ウヌ）と知り合い、自尊心を取り戻していくミレの姿を描く。

## キャスト

### メイン
ト・ギョンソク
演 -  チャ・ウヌ（ASTRO）、シン・ジュンソプ（中学時代）、ムン・ウジン（幼少期）
韓国大学化学科の新入生。裕福な家庭と知性を兼ね備えているが、家庭環境の悪さから密かに心の傷を抱えている。なぜか化学科進学を猛反対した父親への反抗心で、大学は敢えて化学科を選ぶ。他人の意見には無関心で、冷たくてよそよそしい態度をとるため、大学に入学後、男性陣からは”無礼なやつ”として、女性陣からは”かっこいい人”として、注目の的となる。特定の誰かと仲良くなりたいと思わなかったが、中学校の同級生カン・ミレが現れる。ミレとの距離が近くなるにつれ、過去の縁と向かい合うようになる。
カン・ミレ
演 -  イム・スヒャン、チョン・ミンソ（幼少期）
韓国大学化学科の新入生。中学・高校時代に不細工な外見のせいでいじめられており、自尊心が低く臆病になってしまった。自殺を図ろうとしたミレの前にナ・ヘソンが現れ、彼女から漂う美しい香りを作りたいと決心したミレは調香師になるため、整形を決心する。手術も成功し、綺麗になって大学で新しい人生を始めようとしたミレの前に、同じ学科に入学した中学校の同級生ギョンソクが現れる。
ヨン・ウヨン
演 -  クァク・ドンヨン
韓国大学化学科の大学院生であり、教務助手。後にギョンソクの同居人となる。貧しい家庭の中、学費も生活費も自力で稼ぎ、両親に仕送りまで渡している親孝行な息子。ハンサムな外見と、気さくで礼儀正しい人柄で学生たちの人気者。理想の美女であるミレが現れ、仲良くなりたいと思う度、ギョンソクとぶつかってしまう。
ヒョン・スア
演 -  チョ・ウリ
韓国大学化学科の新入生。化学科一の美女。その美しい容姿から化学科一の人気者となる。中学生の時まで、母親に見捨てられ孤独で生きてきた。その家庭環境から髪も顔も洗わず、不潔な容姿が故にひどいイジメにあうが、ある日をきっかけに“美人で愛嬌があって、自分が美しいことに気づいてないふりをすればみんなに見捨てられない”と気づく。それからはダイエットのために食べた物を吐くのが習慣になったり、髪を伸ばして化粧を覚え、自分が綺麗だということに気づいてないふり、モテることに気づいてないふりをするようになる。整形美人を嫌っており、"不細工が整形をして綺麗になったら天然美人の希少価値が薄れる"という理由で整形美人のミレが気に入らず、友達になって、大恥をかかせようと決心する。

### ギョンソクの家族
ナ・ヘソン
演 -  パク・チュミ
ギョンソクの母であり、有名香水会社の代表取締役社長。40代半ばには見えない美貌の持ち主。20代、その美貌がピークだった時にサンウォンに出会って結婚した。結婚後は、家庭のために仕事も、夢も諦めなければいけなかった。ある日、サンウォンの暴力により嗅覚を失ったヘソンは、そのショックで家を出てサンウォンと離婚することになる。しかし、ギョンソクは、ずっと自分の母は男と恋に落ちて家出をしたと誤解している。韓国に帰国したヘソンは、自分の子供たちを取り戻そうと決心する。
ト・サンウォン
演 -  パク・ソングン
ギョンソクの父であり、国会議員。前職は3選国会議員。現在はテジン市長候補。自己中心、亭主関白、権威的。ヘソンの美貌に惚れて結婚したが、所詮、女なんて自分の人生の飾りに過ぎないと思っている。出産後から外の世界に出たいと訴え続けるヘソンに手を上げてしまい離婚。子供たちには離婚の原因を詳しく説明せず、ヘソンが浮気をしたからだと嘘をつく。今のサンウォンには、政治家として成功したい欲望だけで、子供たちとの関係にも亀裂が入り始める。
ト・ギョンヒ
演 -  キム・ジミン
ギョンソクの妹。両親の離婚と父親の無関心で愛に飢えている。寂しさは募っていくばかりで、誰かの関心を引くためにネット放送を始める。“お金持ちで、ブランド品を自慢する感じ悪い人”として話題を呼び、次第に有名になっていく。
ソ・ユジン
演 -  イ・テソン
韓国大学卒業生であり、ビアーバー“ベルリン”のマスター。友達がいないギョンソクがミレと仲よくなる前まで唯一親しくしていた兄貴。ユジンの父とギョンソクの父も友人同士。父が牧師で、ユジンにも牧師になってほしくてドイツに留学させたが、勉強はせず、帰国してビアーバーを開店する。

### ミレの家族
ナ・ウンシム
演 -  キム・ソンファ
ミレの母であり、保険販売員。不細工でも性格がよくて仕事のできるテシクと結婚したが、ミレを生んでまもなくテシクが経営していた会社が倒産してしまう。自分は今までずっとかわいい、綺麗だと言われてきたにも拘らず、一人娘のミレはあまりにも不細工な顔で心が痛む。娘のストレスをあまり深く考えずに整形を反対するテシクに隠してミレを整形させる。
カン・テシク
演 - ウヒョン
ミレの父であり、タクシー運転手。若い頃は事業も成功して順風満帆な人生だった。ミレの整形手術に反対しており、ウンシムが自分を騙してミレに整形をさせたため、ミレに背を向けてしまう。
オ・ヒョンジョン
演 - ミン・ドヒ
心理学科の新入生でミレの幼馴染。ヒップホップミュージシャンを夢見ている。ヒップホップのイメージとは裏腹に、とても規則正しい生活をしている。ウヨンに片思いをしている。

### 化学科のクラスメイト
ユ・ウン
演 - パク・ユナ
韓国大学化学科の新入生であり、代表も務めている。シックな性格で学生からの人気も高い。天性の公平感があり、争い事には一切の妥協を許さない。近所のスアと出会い、彼女の家柄に疑問を抱くようになる。
チェ・ジョンフン
演 - チョン・スンヘ
韓国大学化学科の新入生。田舎出身ということもあり、訛りの強い陽気な性格。ユジンに片思いしている。
イ・ジヒョ
演 - チョン・ヘリン
韓国大学化学科の新入生。スアと仲が良い。美人。。
チャン・ウォノ
演 - キム・ドヨン
韓国大学化学科の新入生。スアに片思いしており、ギョンソクを最大のライバルとして見ている。
キム・ソンウン
演 - キム・ウンス
韓国大学化学科の新入生。ウォノの親友。
キム・チャンウ
演 - オ・ヒジュン
韓国大学化学科の3年生。ミレに告白するが、振られた腹いせに新入生たちをこき使うようになる。トイレでミレを追い詰めたことでギョンソクとトラブルになる。
グー・テヨン
演 - リュ・キサン
韓国大学化学科の2年生で生徒会長。優柔不断な性格で、テヒとのデートの決断に揺らいでいる。
クォン・ユンビョル
演 - ベー・ダビン
韓国大学化学科の2年生で生徒副会長。決断力と責任感があり、素直でぶっきらぼうな性格。ボーイッシュなルックスのため、女子生徒からの人気が高い。後にウヨンに片思いをするが、振られてしまう。
キム・テヒ
演 - リー・イェリム
韓国大学化学科の2年生で生徒会幹事。ぽっちゃりした体に不安を感じている。テヨンに思いを寄せている。
コ・イェナ
演 - ペク・スーミン
韓国大学化学科の2年生で生徒会役員であり、事務を担当している。スアが入学するまでは化学科で一番の人気者だった。ギョンソクに片思いしていたが、後にジョンホに想いを寄せるようになる。
ソン・ジョンホ
演 - チェ・ソンウォン
韓国大学化学科の2年生。ムードメーカーで1年生の頃からイェナに思いを寄せている。
ジャング・ドングウォン
演 - ハム・サングミン
韓国大学化学科の新入生。ネットコミュニティで絶大な存在感を放つオタク。スアに好かれていると妄想している。

### その他
ヨンモ
演 - チョン・ミョンフン
国会議長。サンウォンの助手を務めている。
イ・スヒョン
演 - ジウ・サングヒョク
ヘソンが社長を務める香水会社の事業部長。
ヨンチョル
演 - ハ・ギョンイク
ミレとギョンソクの中学の幼馴染。ミレの容姿を馬鹿にし、告白を断った過去がある。

## スタッフ
- 製作総指揮 - ファン・インレ、チョ・ジュンヒョン、キム・ドンヒョン
- プロデューサー - チェ・ヨンジュン、チャン・ジャヨン、キム・キョンテ、ヤン・セジョン
- 脚本 - チェ・スヨン
- 演出 - チェ・ソンボム
- 制作 - アート&カルチャー

## 放送日程
本作は、ケーブルチャンネル並びに有料放送で放送されており、無料放送並びに公共放送に比べて視聴者数が少ないのが現状である。
| 放送回 | 放送日        | タイトル                                                               | 平均視聴率    | 平均視聴率    |
| 放送回 | 放送日        | タイトル                                                               | AGBニールセン | AGBニールセン |
| 放送回 | 放送日        | タイトル                                                               | 全国          | ソウル        |
| ------ | ------------- | ---------------------------------------------------------------------- | ------------- | ------------- |
| 第1話  | 2018年7月27日 | I'm Pretty Starting Today（오늘부터 예뻐요）                           | 2.885%        | 3.049%        |
| 第2話  | 2018年7月28日 | You Have To Be Pretty From The Start（원래부터 예뻐야죠）              | 3.302%        | 3.509%        |
| 第3話  | 2018年8月3日  | You Don't Even Know（알지도 못하면서）                                 | 3.066%        | 3.355%        |
| 第4話  | 2018年8月4日  | You'll Meet Anyone Destined For You To Meet（만날 사람은 만나게 된다） | 4.027%        | 4.061%        |
| 第5話  | 2018年8月10日 | The Genius Face's Counterattack 1（얼굴천재의 역습 1）                 | 3.326%        | 3.837%        |
| 第6話  | 2018年8月11日 | The Genius Face's Counterattack 2（얼굴천재의 역습 2）                 | 3.612%        | 3.415%        |
| 第7話  | 2018年8月17日 | A Male Friend（남자사람친구）                                          | 3.963%        | 4.784%        |
| 第8話  | 2018年8月18日 | Basic Instincts（원초적 본능）                                         | 4.392%        | 4.542%        |
| 第9話  | 2018年8月24日 | A Twenty-Year-Old's Survival Story（스무살의 생존기）                  | 4.391%        | 5.046%        |
| 第10話 | 2018年8月25日 | I Can Be Your Boyfriend（남자친구여도 괜찮잖아）                       | 5.022%        | 5.549%        |
| 第11話 | 2018年8月31日 | Your ID is Gangnam Beauty（너의 아이디는 강남미인）                    | 4.492%        | 4.598%        |
| 第12話 | 2018年9月1日  | Don't You Have Feelings For Me?（너 나 안 좋아하냐?）                  | 5.436%        | 5.825%        |
| 第13話 | 2018年9月7日  | It's My First Love（첫사랑이다）                                       | 4.768%        | 5.513%        |
| 第14話 | 2018年9月8日  | Start Secretly（시작은 비밀스럽게）                                    | 5.033%        | 5.265%        |
| 第15話 | 2018年9月14日 | My Boyfriend is Do Kyung-seok（내 남자친구는 도경석）                  | 4.832%        | 5.783%        |
| 第16話 | 2018年9月15日 | Even Though We Don't Know Much About Life Yet（아직 인생은 모르지만）  | 5.753%        | 6.186%        |
| 平均   | 平均          | 平均                                                                   | 4.269%        | 4.645%        |

### 海外での放送
フィリピンでは『Pinoy Big Brother: Otso』に代わり、2019年8月5日から10月4日までABS-CBNで放送され、2019年12月16日にAsianovela Channelで再放送された。モンゴルでは2019年3月よりEdutainment TVで、シンガポールでは2020年1月4日から3月14日までSuriaで、中東では2020年6月よりMBC4で放送された。
2023年3月にタイのGMMTVで現地版が制作される事が報じられた。ハンギョレ新聞によると、本ドラマのリメイク版ではなく、原作のウェブトゥーンに基づいたドラマ制作になるとしている。

## 評価
| 受賞年 | 賞                                 | カテゴリー                 | 受賞者                   | 結果       | 脚注   |
| ------ | ---------------------------------- | -------------------------- | ------------------------ | ---------- | ------ |
| 2018年 | 第11回コリアドラマアワード         | 最優秀新人男優賞           | チャウヌ                 | 受賞       | [ 31 ] |
| 2018年 | 第11回コリアドラマアワード         | 韓流スター賞               | チャウヌ                 | 受賞       | [ 31 ] |
| 2018年 | 第11回コリアドラマアワード         | スター・オブ・ザ・イヤー賞 | チョ・ウリ               | 受賞       | [ 31 ] |
| 2018年 | 第26回大韓民国文化芸能大賞         | 最優秀賞・ドラマ女優賞     | イム・スヒャン           | 受賞       | [ 32 ] |
| 2019年 | 第14回Soompi大賞                   | ブレイクアウト男優         | チャウヌ                 | 受賞       | [ 33 ] |
| 2019年 | 第14回Soompi大賞                   | 最優秀アイドル男優         | チャウヌ                 | ノミネート | [ 33 ] |
| 2019年 | 第14回Soompi大賞                   | ベストカップル賞           | チャウヌ、イム・スヒャン | ノミネート | [ 33 ] |
| 2019年 | 第1回iQiyiエンターテインメント大賞 | 最も魅力的な男優賞         | チャウヌ                 | 受賞       |        |

また本作は、主人公の幼少期の様子を分かりやすく描いたことで高い評価を得ている。視聴者は、監督が登場人物を丁寧に表現したことを称賛した。また、社会が人間の外見に重きを置くことや、幸福と美の真の意味について問いかけたことで批評家による称賛を集めた。

## サウンドトラック
「私のIDはカンナム美人」オリジナルサウンドトラック、2019年4月13日にE-MOTION, ワーナー・ミュージック・グループ, withHCよりリリースされた。
| #         | タイトル                     | 作詞                                     | 作曲                                       | アーティスト                  | 時間  |
| --------- | ---------------------------- | ---------------------------------------- | ------------------------------------------ | ----------------------------- | ----- |
| 1.        | 「Love Dimamond」            | Mathi, Park Geun-chul, Jung Su-min       | Park Geun-chul, Jung Su-min                | Weki Meki                     | 02:54 |
| 2.        | 「True」                     | RUNY, Park Geun-chul, Jung Su-min        | Park Geun-chul, Jung Su-min                | RUNY                          | 03:16 |
| 3.        | 「香水(You are My…)」        | Mathi, Park Geun-chul, Jung Su-min       | Park Geun-chul, Jung Su-min                | Celine                        | 04:40 |
| 4.        | 「NO NO」                    | Mathi, Park Geun-chul                    | RUNY, IVeR                                 | Owol                          | 03:24 |
| 5.        | 「Something」                | Kang Hye-in, Mathi, Park Geun-chul       | Ryu Young-min, Park Geun-chul, Jung Su-min | ジョージ, カン・ヘイン        | 03:49 |
| 6.        | 「D-Day」                    | Mathi, Park Geun-chul                    | Park Geun-chul, RUNY, IVeR                 | チョン・ギゴ                  | 03:27 |
| 7.        | 「Always You」               | Mathi, Jung Su-min, Park Geun-chul       | Mathi, Jung Su-min, Park Geun-chul         | チン・ミンホ                  | 04:17 |
| 8.        | 「Rainbow Falling」          | Mathi, Park Geun-chul, HowL, Jung Su-min | Jung Su-min, Park Geun-chul, Mathi, HowL   | チャ・ウヌ（ASTRO）           | 04:02 |
| 9.        | 「LET'S GO」                 | HowL, DL, Kim Bo-sung                    | Hong Joon-seok, Francisco Iovino           | A-YEON, チャヒ（Melody Day ） | 03:06 |
| 10.       | 「Holiday」                  | Hoteudogeu, Kim Bo-sung                  | HowL, Kim Bo-sung                          | ヨウン（MelodyDay）           | 03:48 |
| 11.       | 「Love Dimamond (Inst)」     |                                          | Park Geun-chul, Jung Su-min                |                               | 02:54 |
| 12.       | 「True (Inst)」              |                                          | Park Geun-chul, Jung Su-min                |                               | 03:16 |
| 13.       | 「香水(You are My…) (Inst)」 |                                          | Park Geun-chul, Jung Su-min                |                               | 04:41 |
| 14.       | 「D-Day (Inst)」             |                                          | Park Geun-chul, RUNY, IVeR                 |                               | 03:27 |
| 15.       | 「Rainbow Falling (Inst)」   |                                          | Jung Su-min, Park Geun-chul, Mathi, HowL   |                               | 04:02 |
| 合計時間: | 合計時間:                    | 合計時間:                                | 合計時間:                                  | 合計時間:                     | 55:03 |